# Exorista canescens
Exorista canescens là một loài ruồi trong họ Tachinidae.